# Arıyorum
Arıyorum è un singolo del cantante turco Edis, pubblicato il 17 settembre 2021.

## Descrizione
Arıyorum è stato descritto da Mayk Şişman di Milliyet come un brano in stile anni novanta caratterizzato dalla presenza di melodie arabesche.

## Promozione
Edis ha avviato una campagna promozionale per promuovere il brano a livello nazionale, includendolo nella scaletta della sua tournée e cantandolo in un medley con Martılar ai Pantene Altın Kelebek Ödülleri il 6 dicembre 2021, dove è stato premiato con due riconoscimenti.

## Video musicale
Il video musicale, le cui riprese sono durate tre giorni in un locale a Beşiktaş, ha coinvolto un team di 75 persone ed è stato diretto da Mali Ergin.

## Tracce
Testi e musiche di Emrah Karakuyu.
1. Arıyorum – 3:13

## Formazione
- Edis – voce
- Emrah Karakuyu – produzione
- Ozan Çolakoğlu – arrangiamento

## Classifiche
| Classifica (2022) | Posizione massima |
| ----------------- | ----------------- |
| Turchia           | 5                 |